# 한교연 (일진회)
한교연(韓敎淵, ? ~ ?)은 대한제국 말기에 일진회 평의원장을 역임했던 인물이다.

## 생애
1904년 친일단체 일진회가 결성된 직후 일진회 평의원이 되었다. 1905년부터 총무국 간사와 총무원을 맡았으며, 1907년에는 평의원장에 올랐다. 일진회는 이 시기에 회장 이용구를 중심으로 대한제국 순종, 대한제국 내각, 통감부 앞으로 한일 병합 조약 체결을 원한다는 내용의 문서를 발송하고, 대국민 성명서인 〈일한합방성명서〉를 발표하는 등 합방청원운동을 벌였다. 일진회 회계과장, 정견협정위원도 지냈으며, 1909년에는 일진회 소관 농업회사의 부사장을 맡기도 했다.
1910년 한일 병합이 성사되어 일진회가 해산되었을 때 일본 정부에서 내려준 해산금 600원을 받았는데, 이 금액은 일진회원 중 전체 5위에 해당한다. 1934년 일본의 흑룡회가 일한합방기념탑을 세웠을 때는 한일합방 공로자로 이름이 석실에 기록되었다.

## 사후
- 2006년 친일반민족행위진상규명위원회가 발표한 친일반민족행위 106인 명단과 2008년 발표된 민족문제연구소의 친일인명사전 수록예정자 명단에 포함되었다.

## 같이 보기
- 일진회

## 참고자료
- 친일반민족행위진상규명위원회 (2006년 12월). 〈한교연〉 (PDF). 《2006년도 조사보고서 II - 친일반민족행위결정이유서》. 서울. 803~808쪽쪽. 발간등록번호 11-1560010-0000002-10. 2007년 9월 26일에 원본 문서 (PDF)에서 보존된 문서. 2007년 8월 31일에 확인함.